# Campionato del mondo sportprototipi 1978
Il Campionato mondiale marche 1978 (en. World Championship for Makes 1978), è stata la 7ª edizione del Campionato del mondo sportprototipi.

## Risultati
| Nº | Data        | Gara                    | Costruttore vincitore | Piloti vincitori                            | Resoconto |
| -- | ----------- | ----------------------- | --------------------- | ------------------------------------------- | --------- |
| 1  | 5 febbraio  | 24 Ore di Daytona       | Porsche               | Rolf Stommelen Toine Hezemans Peter Gregg   | Resoconto |
| 2  | 19 marzo    | 6 Ore del Mugello       | Porsche               | Toine Hezemans Hans Heyer John Fitzpatrick  | Resoconto |
| 3  | 16 aprile   | 6 Ore di Digione        | Porsche               | Bob Wollek Henri Pescarolo                  | Resoconto |
| 4  | 14 maggio   | 6 Ore di Silverstone    | Porsche               | Jochen Mass Jacky Ickx                      | Resoconto |
| 5  | 28 maggio   | 1000 km del Nürburgring | Porsche               | Hans Heyer Klaus Ludwig Toine Hezemans      | Resoconto |
| 6  | 25 giugno   | 6 Ore di Misano         | Porsche               | Bob Wollek Henri Pescarolo                  | Resoconto |
| 7  | 8 luglio    | 6 Ore di Watkins Glen   | Porsche               | Toine Hezemans John Fitzpatrick Peter Gregg | Resoconto |
| 8  | 3 settembre | 6 Ore di Vallelunga     | Porsche               | Bob Wollek Henri Pescarolo                  | Resoconto |

## Classifica

### Campionato mondiale marche
Note I punti evidenziati in corsivo sono quelli scartati dal conteggio finale come da regolamento.
| Pos | Costruttore    | 1  | 2  | 3  | 4  | 5  | 6  | 7  | 8  | Totale |
| --- | -------------- | -- | -- | -- | -- | -- | -- | -- | -- | ------ |
| 1   | Porsche        | 20 | 20 | 20 | 20 | 20 | 20 | 20 | 20 | 120    |
| 2   | BMW            |    | 20 | 20 | 20 | 20 | 20 | 20 | 20 | 120    |
| 3   | Mazda          | 15 |    |    |    |    |    |    |    | 15     |
| 4   | Fiat           |    |    |    |    |    | 10 |    |    | 10     |
| 5   | Alpine-Renault |    |    |    |    |    | 8  |    |    | 8      |
| 5   | De Tomaso      |    | 6  |    |    | 2  |    |    |    | 8      |
| 5   | Ferrari        | 8  |    |    |    |    |    |    |    | 8      |
| 8   | Ford           |    |    |    |    | 4  |    |    |    | 4      |
| 8   | Chevrolet      |    |    |    |    |    |    | 4  |    | 4      |
| 10  | Lancia         |    | 3  |    |    |    |    |    |    | 3      |
| 10  | Volkswagen     |    |    |    |    | 3  |    |    |    | 3      |

### Campionato Divisione entro 2 litri
Note I punti evidenziati in corsivo sono quelli scartati dal conteggio finale come da regolamento.
| Pos | Costruttore    | 1  | 2  | 3  | 4  | 5  | 6  | 7  | 8  | Totale |
| --- | -------------- | -- | -- | -- | -- | -- | -- | -- | -- | ------ |
| 1   | BMW            |    | 20 | 20 | 20 | 20 | 20 | 20 | 20 | 120    |
| 2   | Porsche        | 20 |    |    | 12 |    |    |    |    | 32     |
| 3   | Mazda          | 15 |    |    |    |    |    |    |    | 15     |
| 4   | Fiat           |    |    |    |    |    | 10 |    |    | 10     |
| 5   | Alpine-Renault |    |    |    |    |    | 8  |    |    | 8      |
| 6   | Ford           |    |    |    |    | 4  |    |    |    | 4      |
| 7   | Volkswagen     |    |    |    |    | 3  |    |    |    | 3      |

### Campionato Divisione oltre 2 litri
Note I punti evidenziati in corsivo sono quelli scartati dal conteggio finale come da regolamento.
| Pos | Costruttore | 1  | 2  | 3  | 4  | 5  | 6  | 7  | 8  | Totale |
| --- | ----------- | -- | -- | -- | -- | -- | -- | -- | -- | ------ |
| 1   | Porsche     | 20 | 20 | 20 | 20 | 20 | 20 | 20 | 20 | 120    |
| 2   | De Tomaso   |    | 6  |    |    | 2  |    |    |    | 8      |
| 3   | Ferrari     | 8  |    |    |    |    |    |    |    | 8      |
| 4   | Chevrolet   |    |    |    |    |    |    | 4  |    | 4      |
| 5   | Lancia      |    | 3  |    |    |    |    |    |    | 3      |
| 56  | Ford        |    |    |    | 1  |    |    |    |    | 1      |